# Klanggeste
Eine Klanggeste ist ein mit Hilfe des menschlichen Körpers erzeugtes Geräusch.
Elementare Klanggesten sind:
- Klatschen (ein Schlag mit einer Hand auf die andere Hand)
- Klopfen (ein Schlag mit der Faust auf ein geeignetes Material, z. B. Holz)
- Patschen (ein Schlag mit einer Hand auf einen anderen Körperteil als die andere Hand)
- Fingerschnippen (das Geräusch einer Hand)
- Stampfen (mit dem Fuß auf den Boden)
- Zungenschnalzen (mit der Zunge am Gaumen)
- Pfeifen (mit den Lippen)

Kombinationen von Klanggesten werden Bodypercussion genannt, jedoch auch volksmusikalische Formen Schuhplattler, Juba, Zapateado und Flamenco kombinieren Klanggesten. Die Nachahmung verschiedener Rhythmusgeräusche mit dem Mund nennt man Vocal Percussion oder auch Beatboxing.
Klanggesten werden gezielt in der musikalischen Früherziehung eingesetzt.